# Andy Johnson
Andrew "Andy" Johnson (ur. 10 lutego 1981 w Bedford) – piłkarz angielski polskiego pochodzenia grający na pozycji napastnika.

## Kariera
Karierę piłkarską rozpoczynał w Birmingham City. W sezonie 2004–05 debiutujący w Premier League zawodnik grający wówczas w Crystal Palace był bliski zapewnienia uratowania przed spadkiem. Tak się nie stało i strzelec 21 goli przez rok grał w Championship. Gdy Crystal nie awansowało do Premiership Andy postanowił przejść do Evertonu. W pamięci polskich kibiców pozostanie jako niedoszły reprezentant tego kraju. Swoim przejściem z Crystal Palace do Evertonu za 8,6 mln funtów pobił dwa rekordy: stał się najdroższym zakupem w historii klubu z Goodison Park i najdrożej sprzedanym piłkarzem Crystal Palace. W lipcu 2008 roku za 10,5 miliona funtów Johnson został sprzedany z Evertonu do londyńskiego Fulham. W nowej drużynie zadebiutował 13 września w wygranym 2:1 ligowym pojedynku z Boltonem Wanderers. 27 września w meczu z West Hamem United otrzymał czerwoną kartkę. W spotkaniu z Wiganem Athletic (2:0), który odbył się 29 października, zdobył obydwie bramki, były to zarazem jego pierwsze gole dla Fulham.
18 czerwca 2012 roku podpisał kontrakt z Queens Park Rangers.
3 września 2014 roku wrócił do Crystal Palace, podpisując półroczny kontrakt.